# Vasconcellea quercifolia

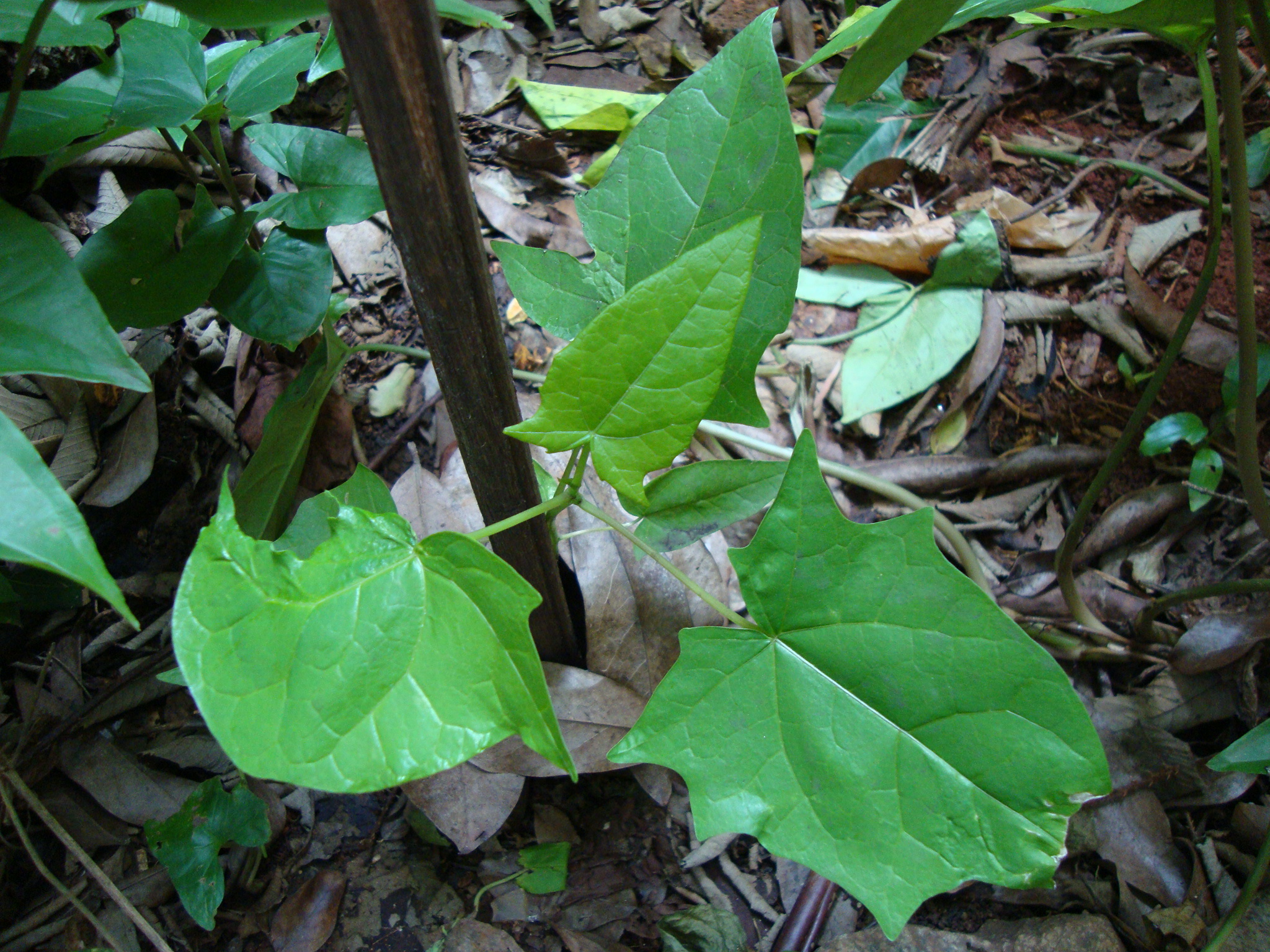
Muda de mamãozinho-do-mato.

Vasconcellea quercifolia, conhecida pelos nomes comuns de mamão-do-mato ou mamãozinho-do-mato, é uma espécie botânica da família das Caricaceae natural da mata atlântica. Ocorre naturalmente desde Goiás e Minas Gerais até o Rio Grande do Sul, mas é atualmente uma planta rara em seu habitat. Os frutos são semelhantes ao mamão papaia, embora sejam menores e sua casca seja levemente listrada. Populações rurais costumavam fazer doces de seus frutos e tronco, o que provavelmente contribuiu para seu quase desaparecimento das matas.
Foi descrito inicialmente em 1837 como Carica quercifolia.